# سوسک برگ مورچه‌ای
سوسک‌های برگ مورچه‌ای (نام علمی: Aderidae) نام یک تیره از فروراسته سوسک‌های گیاه‌خوار است.